# Bataille d'Aitape (Driniumor)
Pour les articles homonymes, voir Bataille d'Aitape.
 (décembre 2023).
Si vous disposez d'ouvrages ou d'articles de référence ou si vous connaissez des sites web de qualité traitant du thème abordé ici, merci de compléter l'article en donnant les références utiles à sa vérifiabilité et en les liant à la section « Notes et références ».
Seconde Guerre mondiale
Batailles
- Rabaul
- 1re Salamaua-Lae
- Mer de Corail
- Piste Kokoda
- Baie de Milne
- Goodenough
- Buna-Gona-Sanananda
- Lilliput
- Merauke

- Wau
- Mer de Bismarck
- I-Go
- 2e Salamaua-Lae
- Chronicle
- Monts Finisterre
- Bougainville
- Bombardement de Wewak
- Péninsule de Huon
- Nouvelle-Bretagne
- Bombardement de Rabaul

- Neutralisation de Rabaul
- Îles de l'Amirauté
- Emirau
- Take Ichi
- Nouvelle-Guinée occidentale

La bataille d'Aitape, aussi connue sous le nom de la bataille de la rivière Driniumor ou de la bataille de Driniumor, est une bataille de la guerre du Pacifique durant la Seconde Guerre mondiale lors de la campagne de Nouvelle-Guinée.

## Contexte
Après le débarquement des forces américaines sur Aitape et Hollandia le 22 avril 1944, les forces de l'armée impériale japonaise étaient coupées en deux. L'état-major nippon décida d'aller attaquer de front pour tenter de briser les lignes américaines mais également de reprendre le contrôle des aérodromes perdus les semaines précédentes.
Les renseignements américains étaient au courant de cette prochaine attaque venant de l'est, mais ignoraient son ampleur ni le lieu exact où elle frapperait. La 32e division d'infanterie et le 112e régiment de cavalerie soutenus par de l'artillerie reçurent ainsi l'ordre se retrancher sur une ligne de défense longue d'environ 6 kilomètres le long de la rivière Driniumor.

## La bataille
Le 11 juillet 1944, au milieu de la nuit, les troupes des 20e et 41e divisions de la 18e armée japonaise menèrent une offensive générale en attaquant en masse les lignes américaines qu'elles réussirent à briser au prix de lourdes pertes. Les unités américaines dispersées se regroupèrent à l'arrière et lancèrent une contre-offensive le 13 juillet 1944 avec l'aide de bombardements aériens et navals. Dans des combats typiques des conditions de jungle, sous une intense chaleur et humidité, sur un terrain difficile offrant peu de visibilité, les belligérants s'affrontèrent dans une bataille caractérisée par un haut taux d’attrition des deux côtés, durant laquelle quatre soldats américains reçurent une Medal Of Honor à titre posthume pour leurs actions.
La 4e armée aérienne du Service aérien de l'Armée impériale japonaise reconstituée en juillet 1944 basée à Wewak disposait de 130 avions opérationnels qui aurait pu soutenir les forces japonaises. Elle subit des bombardements américano-australiens du 17 au 21 aout 1944 qui détruit une centaine d'avions.
La zone est définitivement sécurisée le 25 août 1944.
Les troupes japonaises repoussées se retranchèrent profondément dans la jungle, où elles affronteront par la suite les Australiens lors de la campagne d'Aitape-Wewak.